# Carlos Blanco Pérez
Carlos Alberto Blanco Pérez (rođen 7. ožujka 1986. u Madridu) španjolski je pisac, egiptolog, filozof, kemičar, akademik i bivše čudo od djeteta. Autor je Conciencia y Mismidad, Athanasius i The integration of knowledge. Godine 2015. izabran je u Svjetsku akademiju umjetnosti i znanosti i član je Europske akademije u Znanosti i umjetnosti.
U svibnju 1998, nakon što je dobio najviše ocjene na tečaju o egipatskim hijeroglifima koje nudi Španjolsko udruženje za egiptologiju, španjolski list El Mundo opisao ga je kao najmlađeg egiptologa u Europi kao i najmlađim svjetskim znanstvenikom koji je dešifrirao hijeroglife.
Član je fakulteta Papinskog sveučilišta Comillas, isusovačke ustanove u Madridu, gdje predaje filozofiju, a utemeljitelj je društva Altius Society, globalnog udruženja mladih vođa koje organizira godišnju konferenciju na Sveučilištu Oxford. Doktorirao je filozofiju, teologiju i magistrirao kemiju.
Pérez posjeduje kvocijent inteligencije od 160 i govori devet stranih jezika (engleski, francuski, njemački, talijanski, portugalski, ruski, hebrejski, kao i latinski i grčki).